# Mlýn ve Velké Turné
Vodní mlýn ve Velké Turné v okrese Strakonice je vodní mlýn, který stojí v centru obce na Brložském potoce. Je chráněn jako nemovitá kulturní památka České republiky.

## Historie
Mlýn byl vystavěn v 16. století a přestavěn v 19. století. Je zakreslen na mapách 1. vojenského mapování (1764–1768) a Císařských povinných otisků (1837).

## Popis
Mlýn č.p. 43 a patrová sýpka č.p. 17 tvořily původně jeden areál. V části č.p. 43 na obytný dům navazuje na západní straně mlýnice a na severu stodola z roku 1870; na jihu je areál uzavřen bránou. Ohraničují jej ohradní zdi a plaňkové ploty. Dům má empírové průčelí s atikou, zakončenou trojicí štítků. Cenné jsou interiéry včetně konstrukcí.
Voda na vodní kolo vedla od rybníka. K roku 1930 je zaznamenáno 1 kolo na svrchní vodu (hltnost 0,15 m³/s, spád 4,5 m, výkon 4 HP).